# Adolf Müller-Palm

Adolf Müller-Palm

Adolf Müller-Palm, bis 1895 nur Adolf Palm, (* 10. März 1840 in Stuttgart; † 21. Mai 1904 ebenda) war ein deutscher Journalist, Schriftsteller und Zeitungsverleger.

## Leben
Sein Vater war der Buchdrucker Friedrich Müller, der 1843 das Stuttgarter Neues Tagblatt gegründet hatte und 1857 verstarb. Adolf Müller-Palm besuchte das Gymnasium, absolvierte eine kaufmännische Lehre, und arbeitete ab 1860 bei einer Amsterdamer Reederei. Es folgten ausgedehnte Reisen in Norddeutschland, Dänemark, England, Italien und Frankreich. Dann war er einige Zeit in Berlin und schrieb für Zeitungen. Ab 1867 übernahm er beim Neuen Tagblatt die Besprechung der Musik- und Theaterereignisse. Er gab selbst das Wochenblatt Der Freischütz heraus und wurde vom Buchhändler Schönlein als Herausgeber von vier weiteren Zeitschriften engagiert. 1875 trat er in die Redaktion des Neuen Tagblatts ein. Als die Zeitung an die Deutsche Verlagsanstalt überging, übernahm Müller-Palm einen Sitz im Verwaltungsrat, den er bis zu seinem Tode innehatte. Bemerkenswert ist sein langjähriger Kampf gegen den Intendanten des Stuttgarter Hoftheaters Feodor von Wehl, der besonders in Müller-Palms Buch Briefe aus der Bretterwelt (1881) ausgetragen wird.
Müller-Palm starb 1904 in seiner Heimatstadt Stuttgart und wurde auf dem dortigen Fangelsbachfriedhof beigesetzt.

## Werke (Auswahl)
- Im Labyrinth der Seele. Zwei Novellen. Günther, Leipzig 1872. (Digitalisat)
- Briefe aus der Bretterwelt. Ernstes und Heiteres aus der Geschichte des Stuttgarter Hoftheaters. Bonz, Stuttgart 1881 (Digitalisat)
- Königin Pauline von Württemberg, Gemahlin Wilhelm I. Ein Lebensbild. Bonz, Stuttgart 1891.
- Das Stuttgarter Hoftheater unter König Wilhelm II. In: Hie gut Württemberg allewege! Ein litterarisches Jahrbuch aus Schwaben. Bd. 1 (1898), S. 235–258.
- Im Lindenhof. Eine Bodensee-Novelle. Stuttgart 1900 (Deutsche Romanbibliothek 28,1)
- Aus Uhlands Werkstatt. Ein Beitrag zu dem neueröffneten Marbacher Schillermuseum. Als Manuskript gedruckt. Stuttgart 1903.
- (Hrsg.): Zum 50jährigen Jubiläum des Neuen Tagblatts in Stuttgart (24. Dezember 1843 – 1893.) Eine Festschrift. Verlag des Neuen Tagblatts, Stuttgart 1893.